# تپه چوپان‌زاده
تپه چوپان‌زاده مربوط به دوره اشکانیان است و در شهرستان ملکان، بخش لیلان، دهستان لیلان جنوبی واقع شده و این اثر در تاریخ ۱۱ مهر ۱۳۸۳ با شمارهٔ ثبت ۱۱۱۵۹ به‌عنوان یکی از آثار ملی ایران به ثبت رسیده است.